# Campeonato Mundial de Waterpolo Masculino de 2015
El XVI Campeonato Mundial de Waterpolo Masculino se celebró en Kazán (Rusia) entre el 27 de julio y el 8 de agosto de 2015 dentro del XVI Campeonato Mundial de Natación. El evento fue organizado por la Federación Internacional de Natación (FINA) y la Federación Rusa de Natación.  
El torneo se realizó en la Arena de Waterpolo de la ciudad tártara, una instalación provisional construida especialmente para el evento, ubicada entre la Arena de Kazán y el Palacio de Deportes Acuáticos.
Un total de dieciséis selecciones nacionales afiliadas a la FINA compitieron por el título mundial, cuyo anterior portador era el equipo de Hungría, vencedor del Mundial de 2013. 
La selección de Serbia se adjudicó la medalla de oro al derrotar en la final al equipo de Croacia con un marcador de 4-11. En el partido por el tercer puesto el conjunto de Grecia venció al de Italia.

## Grupos
| Grupo A | Grupo B        | Grupo C    | Grupo D    |
| ------- | -------------- | ---------- | ---------- |
| Croacia | Italia         | Hungría    | Serbia     |
| Brasil  | Estados Unidos | Argentina  | Japón      |
| Canadá  | Grecia         | Kazajistán | Montenegro |
| China   | Rusia          | Sudáfrica  | Australia  |

## Calendario
| FP | Fase preliminar | 1/8 | Octavos de final | 1/4 | Cuartos de final | 1/2 | Semifinales | F | Finales |

| Julio/agosto de 2015   | 27 Lun | 28 Mar | 29 Mié | 30 Jue | 31 Vie | 01 Sáb | 02 Dom  | 03 Lun | 04 Mar  | 05 Mié | 06 Jue  | 07 Vie | 08 Sáb |
| ---------------------- | ------ | ------ | ------ | ------ | ------ | ------ | ------- | ------ | ------- | ------ | ------- | ------ | ------ |
| Fase (no. de partidos) | FP (8) | –      | FP (8) | –      | FP (8) | –      | 1/8 (4) | –      | 1/4 (4) | –      | 1/2 (2) | –      | F (2)  |

## Fase preliminar
- Todos los partidos en la hora local de Kazán (UTC+3).

El primero de cada grupo avanza directamente a los cuartos de final, los siguientes dos disputan primero los octavos de final (el segundo contra el tercero de otro grupo) y el ganador juega contra uno de los primeros en los cuartos de final por un puesto en las semifinales.

### Grupo A
| Equipo  | J | G | E | P | GF | GC | DG  | PTS |
| ------- | - | - | - | - | -- | -- | --- | --- |
| Croacia | 3 | 3 | 0 | 0 | 39 | 17 | +22 | 6   |
| Canadá  | 3 | 2 | 0 | 1 | 25 | 20 | +5  | 4   |
| Brasil  | 3 | 0 | 1 | 2 | 24 | 29 | -5  | 1   |
| China   | 3 | 0 | 1 | 2 | 12 | 34 | -22 | 1   |

- Resultados

| Fecha | Hora  | Partido | Partido | Partido | Resultado |
| ----- | ----- | ------- | ------- | ------- | --------- |
| 27.07 | 09:30 | Croacia | -       | Canadá  | 12-7      |
| 27.07 | 10:50 | Brasil  | -       | China   | 9-9       |
| 29.07 | 20:10 | China   | -       | Canadá  | 2-8       |
| 29.07 | 21:30 | Croacia | -       | Brasil  | 10-9      |
| 31.07 | 17:30 | Croacia | -       | China   | 17-1      |
| 31.07 | 20:10 | Brasil  | -       | Canadá  | 6-10      |

### Grupo B
| Equipo         | J | G | E | P | GF | GC | DG | PTS |
| -------------- | - | - | - | - | -- | -- | -- | --- |
| Grecia         | 3 | 3 | 0 | 0 | 37 | 31 | +6 | 6   |
| Estados Unidos | 3 | 2 | 0 | 1 | 28 | 26 | +2 | 4   |
| Italia         | 3 | 1 | 0 | 2 | 28 | 28 | 0  | 2   |
| Rusia          | 3 | 0 | 0 | 3 | 23 | 31 | -8 | 0   |

- Resultados

| Fecha | Hora  | Partido        | Partido | Partido        | Resultado |
| ----- | ----- | -------------- | ------- | -------------- | --------- |
| 27.07 | 12:10 | Grecia         | -       | Italia         | 11-10     |
| 27.07 | 18:50 | Estados Unidos | -       | Rusia          | 7-6       |
| 29.07 | 09:30 | Grecia         | -       | Estados Unidos | 11-10     |
| 29.07 | 18:50 | Rusia          | -       | Italia         | 6-9       |
| 31.07 | 18:50 | Grecia         | -       | Rusia          | 15-11     |
| 31.07 | 21:30 | Estados Unidos | -       | Italia         | 11-9      |

### Grupo C
| Equipo     | J | G | E | P | GF | GC | DG  | PTS |
| ---------- | - | - | - | - | -- | -- | --- | --- |
| Hungría    | 3 | 3 | 0 | 0 | 52 | 13 | +39 | 6   |
| Kazajistán | 3 | 2 | 0 | 1 | 34 | 24 | +10 | 4   |
| Sudáfrica  | 3 | 1 | 0 | 2 | 17 | 37 | -20 | 2   |
| Argentina  | 3 | 0 | 0 | 3 | 17 | 46 | -29 | 0   |

- Resultados

| Fecha | Hora  | Partido    | Partido | Partido    | Resultado |
| ----- | ----- | ---------- | ------- | ---------- | --------- |
| 27.07 | 13:30 | Sudáfrica  | -       | Argentina  | 10-6      |
| 27.07 | 17:30 | Hungría    | -       | Kazajistán | 14-5      |
| 29.07 | 10:50 | Kazajistán | -       | Argentina  | 15-7      |
| 29.07 | 13:30 | Sudáfrica  | -       | Hungría    | 4-17      |
| 31.07 | 09:30 | Sudáfrica  | -       | Kazajistán | 3-14      |
| 31.07 | 10:50 | Hungría    | -       | Argentina  | 21-4      |

### Grupo D
| Equipo     | J | G | E | P | GF | GC | DG  | PTS |
| ---------- | - | - | - | - | -- | -- | --- | --- |
| Serbia     | 3 | 3 | 0 | 0 | 40 | 26 | +14 | 6   |
| Australia  | 3 | 1 | 1 | 1 | 24 | 19 | +5  | 3   |
| Montenegro | 3 | 1 | 1 | 1 | 29 | 26 | +3  | 3   |
| Japón      | 3 | 0 | 0 | 3 | 23 | 45 | -22 | 0   |

- Resultados

| Fecha | Hora  | Partido   | Partido | Partido    | Resultado |
| ----- | ----- | --------- | ------- | ---------- | --------- |
| 27.07 | 20:10 | Serbia    | -       | Montenegro | 11-8      |
| 27.07 | 21:30 | Japón     | -       | Australia  | 4-10      |
| 29.07 | 13:30 | Australia | -       | Montenegro | 5-5       |
| 29.07 | 17:30 | Serbia    | -       | Japón      | 19-9      |
| 31.07 | 12:10 | Serbia    | -       | Australia  | 10-9      |
| 31.07 | 13:30 | Japón     | -       | Montenegro | 10-16     |

## Fase final
|  | Clasif. a cuartos | Clasif. a cuartos |            |        | Cuartos de final | Cuartos de final |        |              | Semifinales  | Semifinales |  |  | Final       | Final       |
|  | 2 de agosto       | 2 de agosto       |            |        | 4 de agosto      | 4 de agosto      |        |              | 6 de agosto  | 6 de agosto |  |  | 8 de agosto | 8 de agosto |
|  |                   |                   |            |        |                  |                  |        |              |              |             |  |  |             |             |
|  |                   |                   |            |        |                  |                  |        |              |              |             |  |  |             |             |
|  |                   |                   |            |        |                  |                  |        |              |              |             |  |  |             |             |
|  | Croacia           | 10                |            |        |                  |                  |        |              |              |             |  |  |             |             |
|  | Croacia           | 10                | Kazajistán | 8      |                  |                  |        |              |              |             |  |  |             |             |
|  |                   | Montenegro        | Kazajistán | 8      | 4                |                  |        |              |              |             |  |  |             |             |
|  | Montenegro        | Montenegro        | 12         |        | 4                | Croacia          | 15     |              |              |             |  |  |             |             |
|  | Montenegro        |                   | 12         |        |                  | Croacia          | 15     |              |              |             |  |  |             |             |
|  |                   |                   |            | Grecia | 13               |                  |        |              |              |             |  |  |             |             |
|  | Grecia            | 12                |            | Grecia | 13               |                  |        |              |              |             |  |  |             |             |
|  | Grecia            | 12                | Sudáfrica  | 1      |                  |                  |        |              |              |             |  |  |             |             |
|  |                   | Australia         | Sudáfrica  | 1      | 11               |                  |        |              |              |             |  |  |             |             |
|  | Australia         | Australia         | 17         |        | 11               | Croacia          | 4      |              |              |             |  |  |             |             |
|  | Australia         |                   | 17         |        |                  | Croacia          | 4      |              |              |             |  |  |             |             |
|  |                   |                   |            | Serbia | 11               |                  |        |              |              |             |  |  |             |             |
|  | Hungría           | 7                 |            | Serbia | 11               |                  |        |              |              |             |  |  |             |             |
|  | Hungría           | 7                 | Canadá     | 2      |                  |                  |        |              |              |             |  |  |             |             |
|  |                   | Italia            | Canadá     | 2      | 8                |                  |        |              |              |             |  |  |             |             |
|  | Italia            | Italia            | 8          |        | 8                | Italia           | 6      | Tercer lugar | Tercer lugar |             |  |  |             |             |
|  | Italia            |                   | 8          |        |                  | Italia           | 6      | Tercer lugar | Tercer lugar |             |  |  |             |             |
|  |                   |                   |            | Serbia | 10               |                  |        |              |              |             |  |  |             |             |
|  | Serbia            | 12                |            | Serbia | 10               |                  |        |              |              |             |  |  |             |             |
|  | Serbia            | 12                | Brasil     | 3      |                  |                  | Grecia | 11           |              |             |  |  |             |             |
|  |                   | Estados Unidos    | Brasil     | 3      | 7                |                  | Grecia | 11           |              |             |  |  |             |             |
|  | Estados Unidos    | Estados Unidos    | 7          |        | 7                | Italia           | 9      |              |              |             |  |  |             |             |
|  | Estados Unidos    |                   | 7          |        |                  | Italia           | 9      |              |              |             |  |  |             |             |

### Clasificación a cuartos
| Fecha | Hora  | Partido    | Partido | Partido        | Resultado |
| ----- | ----- | ---------- | ------- | -------------- | --------- |
| 02.08 | 13:30 | Canadá     | -       | Italia         | 2-8       |
| 02.08 | 17:30 | Brasil     | -       | Estados Unidos | 3-7       |
| 02.08 | 18:50 | Kazajistán | -       | Montenegro     | 8-12      |
| 02.08 | 20:10 | Sudáfrica  | -       | Australia      | 1-17      |

### Cuartos de final
| Fecha | Hora  | Partido | Partido | Partido        | Resultado          |
| ----- | ----- | ------- | ------- | -------------- | ------------------ |
| 04.08 | 17:30 | Croacia | -       | Montenegro     | 10-4               |
| 04.08 | 18:50 | Grecia  | -       | Australia      | 12-11 –pen.– (7-7) |
| 04.08 | 20:10 | Hungría | -       | Italia         | 7-8                |
| 04.08 | 21:30 | Serbia  | -       | Estados Unidos | 12-7               |

### Semifinales
| Fecha | Hora  | Partido | Partido | Partido | Resultado            |
| ----- | ----- | ------- | ------- | ------- | -------------------- |
| 06.08 | 20:15 | Croacia | -       | Grecia  | 15-13 –pen.– (10-10) |
| 06.08 | 21:45 | Italia  | -       | Serbia  | 6-10                 |

### Partidos de clasificación
5.º a 8.º lugar
| Fecha | Hora  | Partido    | Partido | Partido        | Resultado |
| ----- | ----- | ---------- | ------- | -------------- | --------- |
| 06.08 | 15:30 | Montenegro | -       | Australia      | 11-8      |
| 06.08 | 17:00 | Hungría    | -       | Estados Unidos | 13-9      |

Séptimo lugar
| Fecha | Hora  | Partido   | Partido | Partido        | Resultado |
| ----- | ----- | --------- | ------- | -------------- | --------- |
| 08.08 | 14:00 | Australia | -       | Estados Unidos | 6-10      |

Quinto lugar
| Fecha | Hora  | Partido    | Partido | Partido | Resultado |
| ----- | ----- | ---------- | ------- | ------- | --------- |
| 08.08 | 15:30 | Montenegro | -       | Hungría | 10-9      |

### Tercer lugar
| Fecha | Hora  | Partido | Partido | Partido | Resultado         |
| ----- | ----- | ------- | ------- | ------- | ----------------- |
| 08.08 | 20:30 | Grecia  | -       | Italia  | 11-9 –pen.– (7-7) |

### Final
| Fecha | Hora  | Partido | Partido | Partido | Resultado |
| ----- | ----- | ------- | ------- | ------- | --------- |
| 08.08 | 22:00 | Croacia | -       | Serbia  | 4-11      |

## Medallero
| Serbia | Croacia | Grecia |
| Milan Aleksić Miloš Ćuk Filip Filipović Živko Gocić Nikola Jakšić Dušan Mandić Branislav Mitrović Stefan Mitrović Slobodan Nikić Duško Pijetlović Gojko Pijetlović Andrija Prlainović Sava Ranđelović | Marko Bijač Luka Bukić Damir Burić Andro Bušlje Maro Joković Luka Lončar Petar Muslim Paulo Obradović Fran Paškvalin Josip Pavić Antonio Petković Anđelo Šetka Sandro Sukno | Jristos Afrudakis Evanyelos Delakás Yorgos Dervisis Konstantinos Flegas Ioannis Funtulis Stéfanos Galanópulos Alexandros Gunas Jristódulos Kolomvos Konstantinos Murikis Emmanuil Mylonakis Kyriakos Pontikeas Ányelos Vlajópulos Konstantinos Yenidunias |
| Dejan Savić (seleccionador) | Ivica Tucak (seleccionador) | Theodoros Vlajos (seleccionador) |

## Estadísticas

### Clasificación general
| 1. Serbia         |
| 2. Croacia        |
| 3. Grecia         |
| 4. Italia         |
| 5. Montenegro     |
| 6. Hungría        |
| 7. Estados Unidos |
| 8. Australia      |
| 9. Canadá         |
| 10. Brasil        |
| 11. Kazajistán    |
| 12. Sudáfrica     |
| 13. Japón         |
| 14. Rusia         |
| 15. China         |
| 16. Argentina     |

### Máximos goleadores
| Núm. | Jugador          | País           | Goles |
| ---- | ---------------- | -------------- | ----- |
| 1    | Alexandr Axenov  | Kazajistán     | 22    |
| 2    | Aaron Younger    | Australia      | 19    |
| 3    | Dénes Varga      | Hungría        | 18    |
| 4    | Tony Azevedo     | Estados Unidos | 15    |
| 5    | Ioannis Funtulis | Grecia         | 14    |
| 5    | Balázs Hárai     | Hungría        | 14    |
| 5    | Koji Takei       | Japón          | 14    |

Fuente: 

### Equipo más anotador
| Núm. | Equipo     | Goles |
| ---- | ---------- | ----- |
| 1    | Hungría    | 81    |
| 2    | Serbia     | 73    |
| 3    | Montenegro | 66    |
| 4    | Croacia    | 63    |
| 5    | Australia  | 62    |

Fuente: 